# 오래가게
오래가게는 서울특별시청이 오래된 사업장에 부여하는 명칭이다. 이 프로그램은 이러한 사업장을 인정하고, 지원을 제공하며, 관광객을 위한 정보를 제공한다. 2017년부터 운영되고 있다.
이 프로그램의 이름은 글자 그대로 "오래된 가게"를 의미하지만, "더 오래되기를 바라는 가게"라는 의미도 있다고 한다.
이 프로그램은 도시를 탐색하고, 인터뷰를 진행하며, 사업의 측면을 검증하고, 후보를 좁히는 방식으로 목록에 있는 항목을 선정하는 것으로 알려졌다. 목록에 있는 업체들은 30년 이상 운영되었거나 최소 두 세대 이상 소유되었다고 한다. 음식점, 약국, 서점, 미용실 등 다양한 유형의 사업장이 지정에 포함된다.

## 오래가게 목록
| 이름                 | 유형          | 설립일     | 구역     |
| -------------------- | ------------- | ---------- | -------- |
| 아다모 스튜디오      | 수리점        | 1982       | 성동구   |
| 아원 공방            | 금속 공예     | 1983       | 종로구   |
| 애플 하우스          | 음식점        | 1987       | 동작구   |
| 비원 떡집            | 떡집          | 1949       | 종로구   |
| 봉화 묵집            | 음식점        | 1982       | 성북구   |
| 형제 대장간 공방     | 대장간        | 1970년대c. | 은평구   |
| 북촌 목공예 공방     | 목수          | 1972       | 종로구   |
| 불광 대장간          | 대장간        | 1963       | 은평구   |
| 종로 양복점          | 양복점        | 1916       | 중구     |
| 춘추사               | 양복점        | 1955       | 서대문구 |
| 청원 산방            | 목수          | 1981       | 종로구   |
| 대구 참기름          | 식료품점      | 1975       | 종로구   |
| 다락                 | 음식점        |            | 마포구   |
| 등촌 최월선 칼국수   | 음식점        | 1984       | 강서구   |
| 독다방               | 커피하우스    | 1971       | 서대문구 |
| 돌 레코드            | 레코드점      | 1975       | 중구     |
| 동부 고려 제과       | 제과점        | 1974       | 중랑구   |
| 동림 매듭 공방       | 공예품        | 2004       | 종로구   |
| 동양 방앗간          | 떡집          | 1974       | 종로구   |
| 드림 핸드메이드      | 제화공        |            | 성동구   |
| 엘부림 양복점        | 양복점        | 1975       | 동대문구 |
| 을지다방             | 커피하우스    | 1985       | 중구     |
| 이화 명주            | 양복점        | 1970년대c. | 서초구   |
| 피가로               | 펍            |            | 관악구   |
| 개미슈퍼             | 식료품점      | 1900년대c. | 용산구   |
| 가미 분식            | 음식점        | 1975       | 서대문구 |
| 가원 공예 스튜디오   | 옥 공예품     | 1974       | 종로구   |
| 거안                 | 가구 제작     | 1981       | 종로구   |
| 글벗 서점            | 서점          | 1979       | 마포구   |
| 금복 상회            | 양복점        | 1978       | 금천구   |
| 그날                 | 서점          | 1988       | 관악구   |
| 공항 칼국수          | 음식점        | 1979       | 강서구   |
| 구하산방             | 서예가        | 1913       | 종로구   |
| 국선 옻칠            | 칠기          | 1977       | 종로구   |
| 경기 떡집            | 떡집          | 1958       | 마포구   |
| HY 테일러            | 양복점        | 1932       | 중구     |
| 학림다방             | 커피하우스    | 1956       | 종로구   |
| 학사 당구장          | 당구장        | 1967       | 동대문구 |
| 햄스 브로트          | 제과점        | 1999       | 도봉구   |
| 하늘물빛             | 염색          | 1973       | 종로구   |
| 한신 도예            | 도예          | 1967       | 용산구   |
| 합덕 슈퍼            | 편의점        | 1971       | 용산구   |
| 힐스트링             | 악기          | 1970       | 서초구   |
| 호미 화방            | 미술용품점    | 1975       | 마포구   |
| 홍익서점             | 서점          | 1957       | 서대문구 |
| 황해 이발관          | 이발소        | 1970       | 강북구   |
| 회두라               | 음식점        | 1972       | 서대문구 |
| 혜성 미용실          | 이발소        | 1979       | 구로구   |
| 효자베이커리         | 제과점        | 1987       | 종로구   |
| 효성 한의원          | 한의학 의원   | 1984       | 동대문구 |
| 잉꼬 떡볶이          | 음식점        | 1978       | 중랑구   |
| 이태원 서점          | 서점          | 1973       | 용산구   |
| JS 슈즈 디자인 랩    | 제화공        |            | 성동구   |
| 자성당 약국          | 약국          | 1969       | 강서구   |
| 젬브로스 주얼리      | 보석상        | 1984       | 강남구   |
| 지대방               | 찻집          | 1982       | 종로구   |
| 김용안 과자점        | 제과점        | 1967       | 용산구   |
| 코끼리               | 음식점        | 1986       | 마포구   |
| 금박연               | 금박 예술     | 1856       | 종로구   |
| 경은 어쿠스틱        | 악기          | 1987       | 종로구   |
| 경인미술관           | 미술관        | 1983       | 종로구   |
| 라 플루마 & 보헤미안 | 커피하우스    | 1990       | 성북구   |
| 리 프레임샵          | 안경점        | 1971       | 용산구   |
| 만나당               | 과자점        | 1991       | 강남구   |
| 맨 투 맨 양복점      | 양복점        | 1983       | 영등포구 |
| 미도파 플라워 카페   | 꽃집          | 1978       | 영등포구 |
| 미림 분식            | 음식점        | 1988       | 관악구   |
| 모퉁이집             | 음식점        | 1988       | 강남구   |
| 명가 떡집            | 떡집          | 1980       | 송파구   |
| 명신당 필방          | 붓 제조       | 1932       | 종로구   |
| 내자 땅콩            | 식료품점      | 1974       | 종로구   |
| 낙원떡집             | 떡집          | 1910년대c. | 종로구   |
| 납청놋전             | 금속 공예     | 1986       | 종로구   |
| 나폴레옹 제과점      | 제과점        | 1968       | 성북구   |
| 박 인당              | 인장 제작     |            | 종로구   |
| 피터팬 1978          | 제과점        | 1978       | 서대문구 |
| 평택 쌀 상회         | 식료품점      | 1988       | 금천구   |
| 사하라               | 음식점        | 1988       | 마포구   |
| 삼보원               | 불교 용품점   | 1976       | 종로구   |
| 사무 치킨 센터       | 음식점        | 1972       | 영등포구 |
| 삼양탕               | 목욕탕        | 1972       | 강북구   |
| 상신당               | 인장 제작     |            | 강남구   |
| 설화 철물            | 철물점        | 1980       | 동작구   |
| 성우이용원           | 이발소        | 1927       | 마포구   |
| 서울 레코드          | 레코드점      | 1976       | 종로구   |
| 서울 상회            | 식료품점      | 1971       | 중구     |
| 서울 스튜디오        | 사진 스튜디오 | 1969       | 강북구   |
| 서우 제과            | 제과점        | 1980       | 서초구   |
| 승진완구             | 장난감 가게   | 1980       | 종로구   |
| 세븐 웰              | 제화공        |            | 중구     |
| 신흥 상회            | 음식점        | 1975       | 영등포구 |
| 신락원               | 음식점        | 1965       | 동대문구 |
| 송림수제화           | 제화공        | 1936       | 중구     |
| 손맛 김밥            | 음식점        | 1980       | 종로구   |
| 순희네 음식          | 식료품점      | 1969       | 종로구   |
| 쌍마 스튜디오        | 사진 스튜디오 |            | 영등포구 |
| 수유 어묵 공장       | 식료품점      | 1974       | 강북구   |
| 태극당               | 제과점        | 1946       | 중구     |
| 탈방                 | 탈 가게       | 1984       | 종로구   |
| 터방내               | 커피하우스    | 1983       | 동작구   |
| 한상수 자수 박물관   | 박물관        | 1963       | 성북구   |
| 극단 산울림          | 극단          | 1969       | 마포구   |
| 통인가게             | 미술관        | 1924       | 종로구   |
| 통문관               | 서점          | 1934       | 종로구   |
| 예문사               | 인장 제작     |            | 중구     |
| 연희 사진관          | 사진 스튜디오 | 1950년대c. | 서대문구 |
| 유일 한의원          | 한의학 의원   | 1945       | 종로구   |

## 같이 보기
- 대한민국의 가장 오래된 음식점 목록

## 내용주
1. ↑  이곳의 장인들은 더 오랫동안 이 분야에서 일해왔다.